# Throckmorton County
Throckmorton County är ett administrativt område i delstaten Texas, USA, med 1 641 invånare (2010). Den administrativa huvudorten (county seat) är Throckmorton. 

## Geografi
Enligt United States Census Bureau så har countyt en total area på 2 370 km². 2 362 av den arean är land och 8 km² är vatten.  

### Angränsande countyn
- Baylor County - norr
- Young County - öster
- Stephens County - sydost
- Shackelford County - söder
- Haskell County - väster
- Archer County - nordost